# Wacław Chamrat
Wacław Chamrat (ur. ok. 1735, zm. 14 października 1813 w Bielsku-Białej) – prawnik, notariusz, kronikarz. Autor Kroniki miasta Białej, uznawanej za bezcenne źródła dla dziejów Białej w XVIII wieku.
Kronika miasta Biała została skopiowana w 1845 przez Karola Tschickardta, który usunął fragmenty wstępu o polskiej historii Śląska, Bielska i Białej.
Kronika Chamrata została wydana po raz pierwszy w 1983.